# Gaas
Gaas (gaskonsko Gars) je naselje in občina v francoskem departmaju Landes regije Akvitanije. Naselje je leta 2009 imelo 488 prebivalcev.

## Geografija
Kraj leži v pokrajini Gaskonji 13 km južno od Daxa.

## Uprava
Občina Gaas skupaj s sosednjimi občinami Cagnotte, Estibeaux, Habas, Labatut, Mimbaste, Misson, Mouscardès, Ossages, Pouillon in Tilh sestavlja kanton Pouillon s sedežem v Pouillonu. Kanton je sestavni del okrožja Dax.

## Zanimivosti
- cerkev sv. Lovrenca;